# غواص نوک‌زرد
غواص نوک‌زرد یا شیرجه‌رو نوک‌زرد (نام علمی: Gavia adamsii) نام یک گونه پرنده از خانواده غواصان است.